# 皮德貝里茲齊 (利維夫區)
49°48′24″N 24°13′5″E / 49.80667°N 24.21806°E

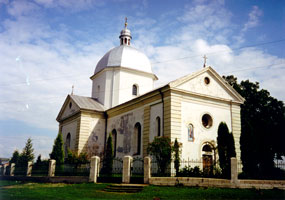

皮德贝里茲齊（烏克蘭語：Підберізці），是烏克蘭西部利沃夫州利沃夫区皮德贝里兹齐市镇内的村落，及该市镇的行政中心。處於馬倫卡河畔，始建於1352年，面積2.58平方公里，海拔高度240米，2001年人口1,163。